# 宮崎県庁舎
宮崎県庁舎（みやざきけんちょうしゃ）は、宮崎県宮崎市にある広域自治体である宮崎県の役所（宮崎県庁）の本庁舎およびその別庁舎群の総称。

## 概要

5号館・宮崎県文書センター（旧宮崎農工銀行）

宮崎市の中心市街地のうち、官公署が集中する地区（橘通、旭、宮田町）に所在する。県の中枢機能は、1932年に建設された本館をはじめ、1号館ないし10号館、附属棟、防災庁舎、議会棟、県企業局庁舎といった建物（16棟）に分散する。
宮崎県庁本館は、現役の県庁・本庁舎としては日本で4番目に古い。2007年に東国原英夫が宮崎県知事に就任した後は観光地としての役割も担っており、2009年9月14日に見学者が100万人を突破した。

## 歴史
当項目では本館の歴史を主に解説する。

### 本館（初代）

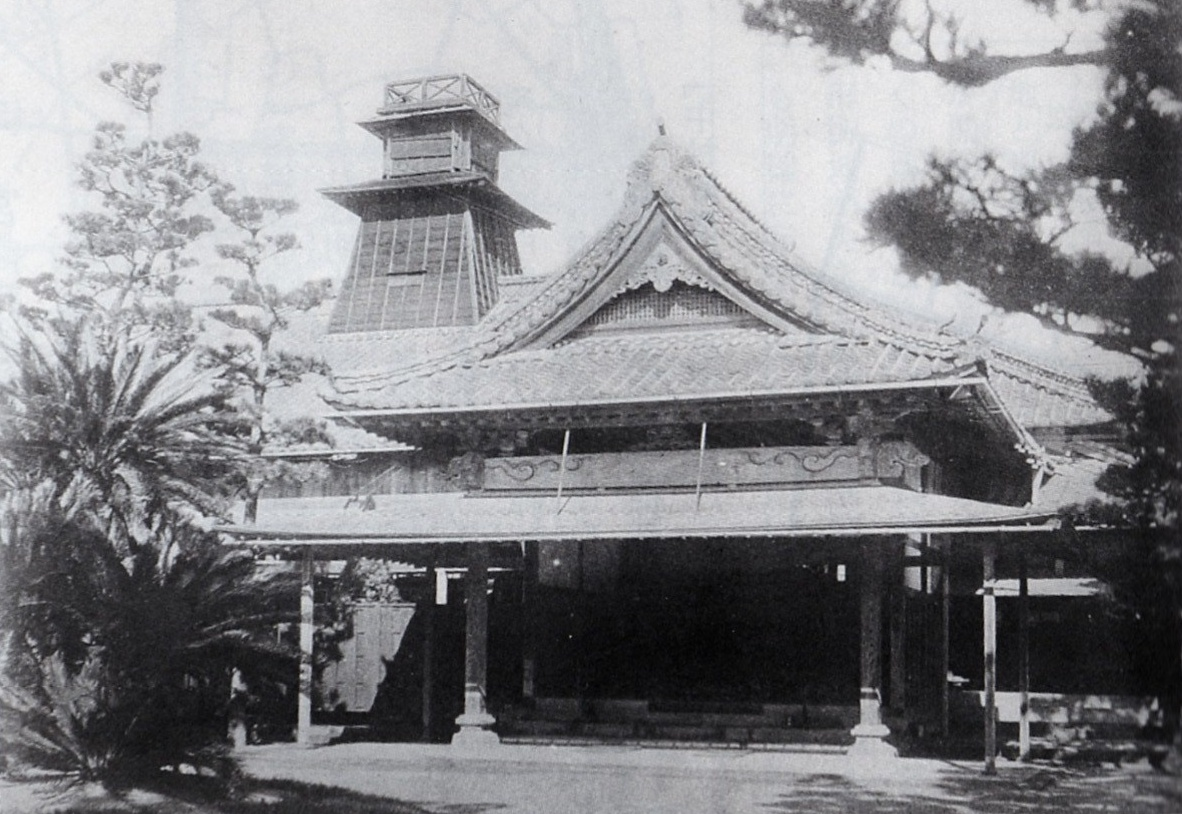
初代宮崎県庁舎（1874-1931年）

初代宮崎県庁本館は、1873年1月15日に美々津県と都城県を合わせて宮崎県（初代）が設置された翌1874年に現在地（宮崎市橘通東2丁目10番1号）に建設された。
宮崎県庁の設置場所は当初宮崎郡下北方村（現在の宮崎市下北方町）と定められていたが、宮崎県側が上別府村への変更を申し入れ、これが認可された。県庁舎の完成までは上別府村役所を仮庁舎として使用した。権令（現在の知事にあたる）の福山健偉は「西洋建築」での建設を要望していたが、国から費用面などの問題で反対され、「楼閣付き唐破風（からはふ）」の木造建築となった。総工費は本庁舎のみで1万5,480円であった。
宮崎県が鹿児島県に併合されていた1876年当初は鹿児島県宮崎支庁として、1879年2月27日以降は宮崎郡・那珂郡の役所として使用された（1881年7月28日以降は児湯郡役所も併置）。
江戸時代の旧日向国内は諸藩（飫肥藩・延岡藩・高鍋藩・佐土原藩・薩摩藩・天領）が入り混じり、現在の宮崎市中心市街地（宮崎郡）はいわば辺境の地であった。このような場所に県庁が設置された理由としては「宮崎県の中央に位置していたこと」「諸藩の影響を受けにくい場所」であったことが挙げられている。
現在の宮崎市は宮崎県庁の設置を契機に発展しており、九州の県庁所在地では長崎市とともに城下町を由来としていない。

### 本館（2代目）

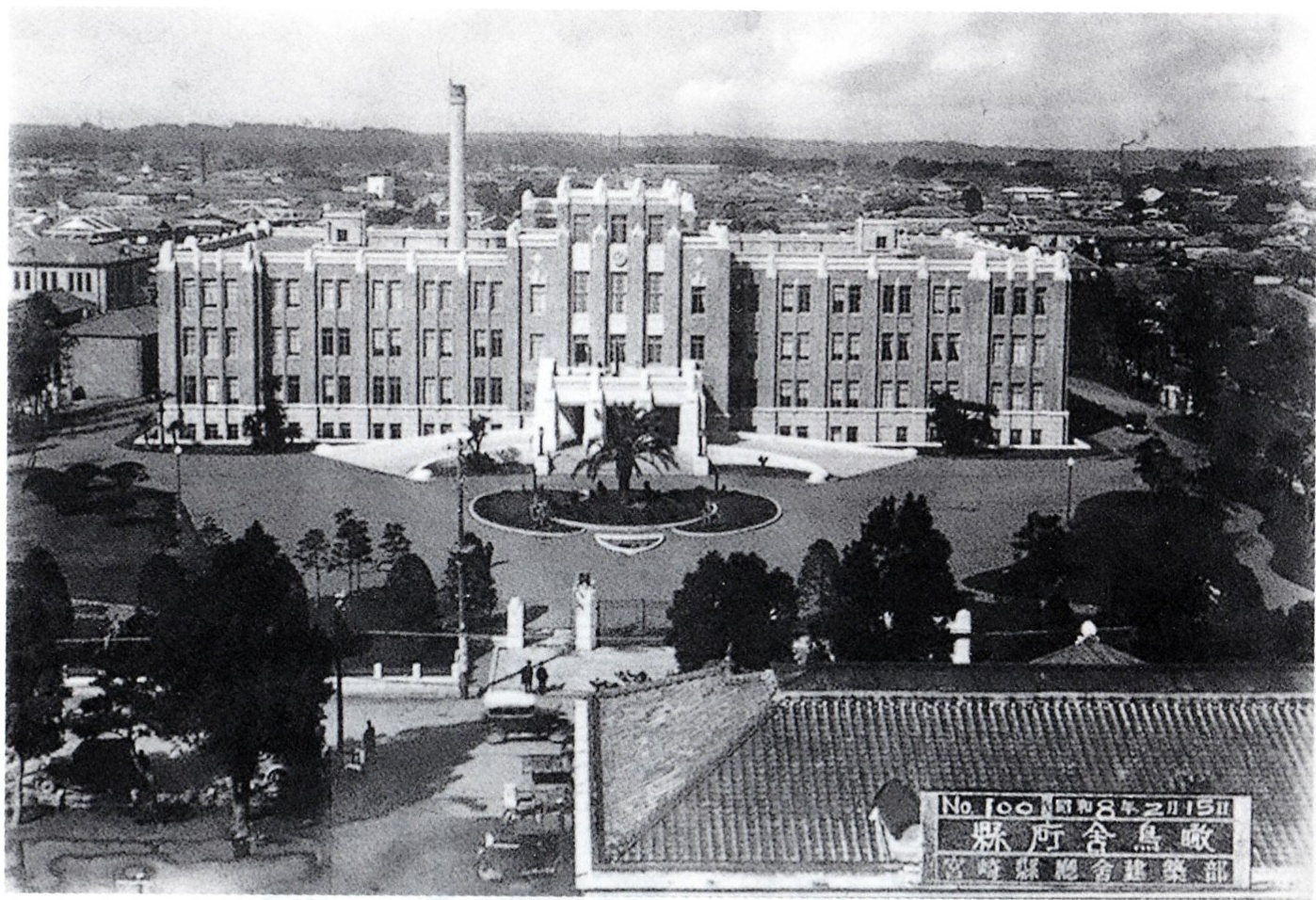
竣工当時の本館（1933年2月）

2代目（現在）の宮崎県庁本館は1932年10月に完成した。
1926年7月に郡制が廃止されたのに伴い県の事務が増大。人員も多く必要となったことから初代県庁舎は手狭となった。県庁舎の増改築は現実問題化し、同年12月6日に県議会は「県庁舎改築の件」を議決した。ところが同時期に大恐慌が発生。県庁舎改築は暗礁に乗り上げたかのようにみえたものの、1930年8月に知事に赴任した有吉実（有吉忠一の弟）が昭和6年度（1931年度）予算案の中で失業救済の一環として県庁舎改築を提案、これが議決され建設への道が開かれることとなった。なお、失業対策の一環として実施された他の事業としては5代目橘橋の建設、日向-椎葉間の県道（現国道327号）建設などがあった。
総工費は約72万円（2007年現在の価値に換算すると約30-50億円）。そのうち45万円は4つの電力会社（大淀川水力電気・球磨川電気・九州送電・九州水力電気）が「発電用ダム建設の代替条件」として寄付した。この寄付は1920年代前半の県外送電反対運動の結果によるものであった。
設計者は置塩章、建築様式はネオ・ゴシック建築、施工業者は大林組である。
2016年11月18日に文化庁の文化審議会は県庁舎本館・正門門柱・東門門柱の3か所で国の登録有形文化財を答申。2017年5月2日付で登録することを官報で発表された。

### 東国原英夫の知事就任後

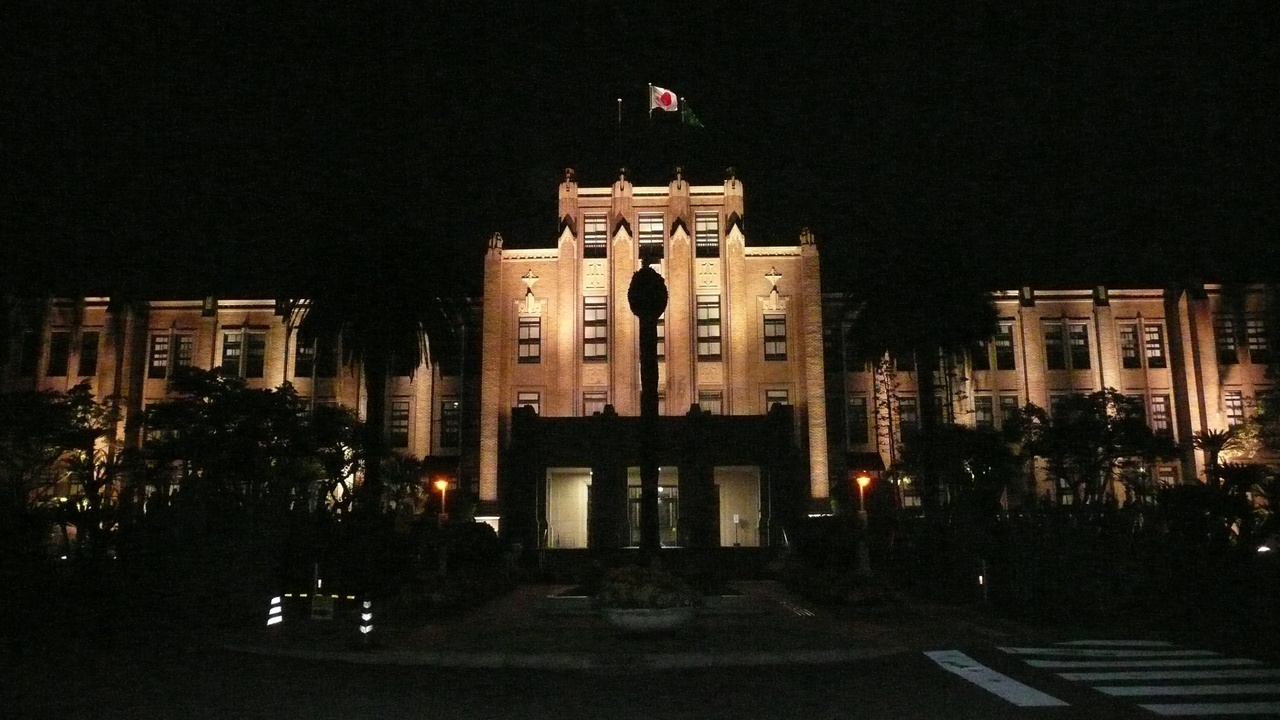
県庁ライトアップ（2008年11月）

2007年4月3日に東国原の発案で県庁の正面玄関に「知事等身大パネル」が設置され、4月23日には「県庁ツアー」も開始された。宮崎県庁本館から道路を挟んで隣接する「みやざき物産館」（宮崎県庁8号館）の来館者もこれに伴って増加した。
2007年7月10日以降は金曜日・土曜日の夜間に県庁ライトアップを実施している。
2008年12月1日に宮崎市は、宮崎県庁本館を宮崎県文書センター（宮崎県庁5号館）・旧阪本家とともに景観重要建造物として指定した。

### 県庁前のフェニックス

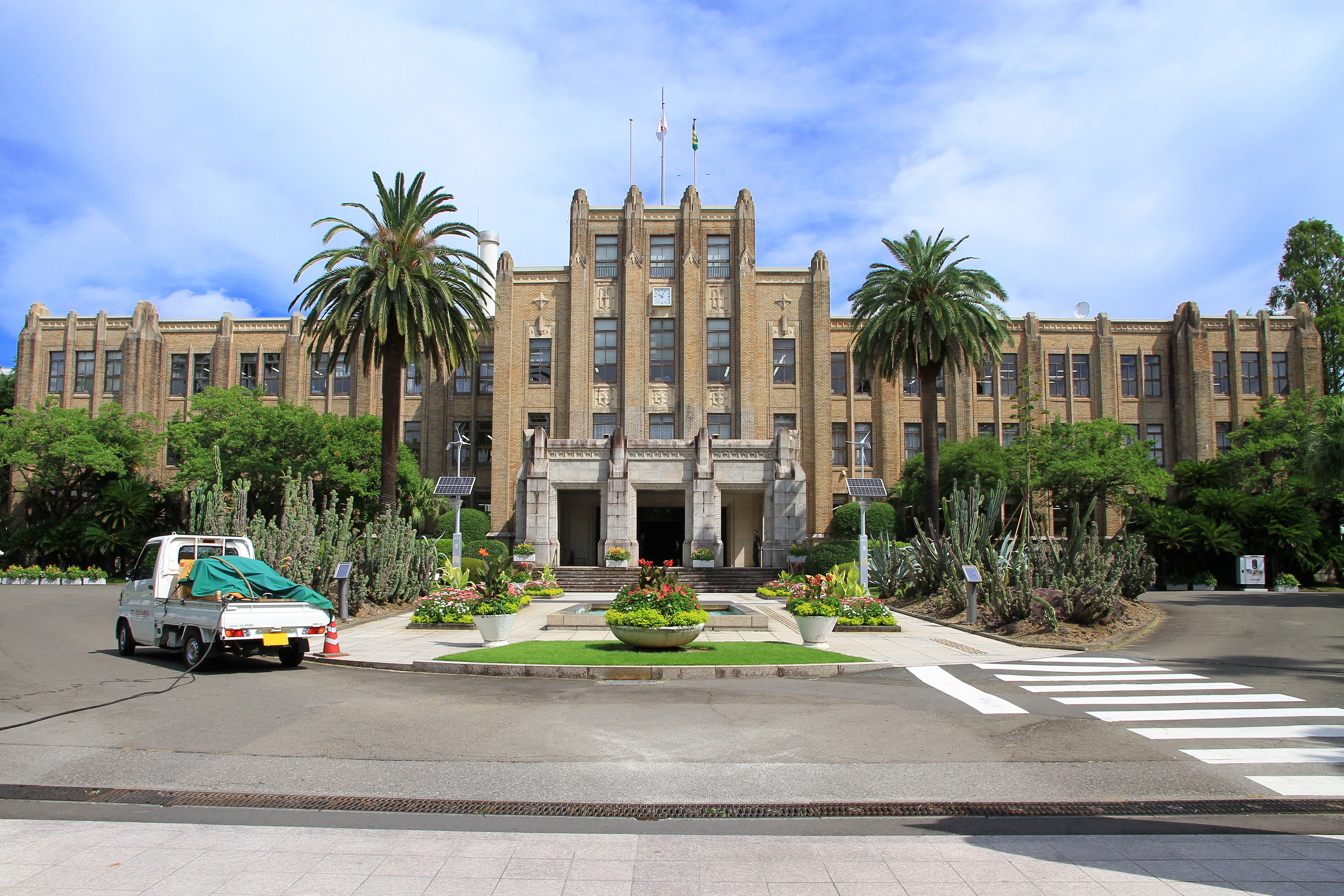
フェニックス伐採後の庁舎

敷地内には県木でもあるフェニックスが植樹されている。特に正面玄関前にある3本のフェニックスのうち中央の1本は、1912年ごろに宮崎市の天神山公園に植えられ、1932年の現県庁舎竣工時に移植された県内最古のフェニックスとして有名であったが、2009年に枯死し5月21日に伐採された。

## 参考資料
- 永井哲雄『宮崎県庁本館』 鉱脈社、2008年10月。ISBN 978-4-86061-288-7
- 「宮崎の逸品図鑑 - 亜熱帯植物に囲まれた近世ゴシック建築」『宮崎県季刊誌「Jaja」』宮崎県秘書広報課、第14号（2007年秋号）。
- 「そこが知りたい宮崎 - 既存する全国の県庁舎の中では4番目に古い宮崎県庁舎などの歴史を紹介します」『県広報みやざき』 2008年10月号。